# Гілад Блюм
Гілад Блюм (нар. 1 березня 1967) — колишній ізраїльський тенісист.
Найвищу одиночну позицію світового рейтингу — 61 місце досяг 15 жовтня 1990, парну — 62 місце — 24 лютого 1992 року.
Здобув 4 парні титули.
Найвищим досягненням на турнірах Великого шолома був чвертьфінал в парному розряді.
Завершив кар'єру 1995 року.

## Фінали
| Легенда            |
| ------------------ |
| Великий Шлем       |
| Tennis Masters Cup |
| Серія Мастерс ATP  |
| Тур ATP            |

### Одиночний розряд (3 поразки)
| Результат | W-L | Дата     | Турнір                           | Покриття | Суперник       | Рахунок             |
| --------- | --- | -------- | -------------------------------- | -------- | -------------- | ------------------- |
| Поразка   | 0–1 | Жов 1989 | Tel Aviv Open, Ізраїль           | Тверде   | Джиммі Коннорс | 6–2, 2–6, 1–6       |
| Поразка   | 0–2 | Чер 1990 | Manchester Open, Велика Британія | Трава    | Піт Сампрас    | 6–7(9–11), 6–7(3–7) |
| Поразка   | 0–3 | Кві 1991 | Singapore Open, Сінгапур         | Тверде   | Ян Сімерінк    | 4–6, 3–6            |

### Парний розряд (4–1)
| Результат | W-L | Дата     | Турнір                                          | Покриття | Партнер       | Суперники                     | Рахунок       |
| --------- | --- | -------- | ----------------------------------------------- | -------- | ------------- | ----------------------------- | ------------- |
| Перемога  | 1–0 | Жов 1987 | Tel Aviv Open, Ізраїль                          | Тверде   | Шахар Перкісс | Гюб ван Букел Вольфганг Попп  | 6–2, 6–4      |
| Перемога  | 2–0 | Лис 1987 | Сан-Паулу, Бразилія                             | Тверде   | Хав'єр Санчес | Томас Карбонелл Серхіо Касаль | 6–3, 6–7, 6–4 |
| Поразка   | 2–1 | Січ 1990 | Окленд, Нова Зеландія                           | Тверде   | Паул Гаргейс  | Келлі Джонс Роберт Вант Гоф   | 6–7, 0–6      |
| Перемога  | 3–1 | Кві 1991 | Seoul Open, Корея                               | Тверде   | Алекс Антоніч | Кент Кіннієр Свен Салумаа     | 7–6, 6–1      |
| Перемога  | 4–1 | Тра 1991 | Відкритий чемпіонат Хорватії з тенісу, Хорватія | Ґрунт    | Хав'єр Санчес | Річі Ренеберг Девід Вітон     | 7–6, 2–6, 6–1 |